# Equipe salvadorenha na Copa Davis
A equipe salvadorenha na Copa Davis representa El Salvador na Copa Davis, principal competição de tênis masculina por equipes do mundo. É administrada pela Federación Salvadorena de Ténis.